# 山本荷兮
山本 荷兮（やまもと かけい、慶安元年（1648年） - 享保元年8月25日（1716年10月10日））は、江戸時代の俳人。山本氏。名は周知、通称は武右衛門、太一（太市）。号は加慶、一柳軒、橿木堂、撫贅庵。晩年は連歌師として昌達と号して、法叔に叙せられる。

## 来歴
来歴は『日本古典文学大辞典』第1巻に拠る。
慶安元年（1648年）、名古屋城東清水に生まれる。尾張藩士であるが、医業を生業にしていたと伝えられる。荷兮の句の初出は、貞門派の椋梨一雪『晴小袖』である。延宝5年（1677年）、談林派の樋口兼頼『熱田宮雀』刊行。貞享元年（1683年）に、『野ざらし紀行』の旅の松尾芭蕉を迎え、芭蕉門に入る。その後、『冬の日』五歌仙興行、『春の日』、『阿羅野』を刊行する。『阿羅野』には芭蕉が序を寄せた。貞享4年（1687年）頃、剃髪。当初は芭蕉と親しかったが、俳風の違いから徐々に反感を抱き、元禄6年（1693年）『曠野後集』、翌年『ひるねの種』を出版して蕉風を批判した。その後も芭蕉批判は止まず、芭蕉没後の元禄10年（1697年）『橋守』で芭蕉の句を批判している。だが、荷兮自身の句作も低調で、元禄12年（1699年）『青葛葉』を刊行して以降は、連歌師に転向した。享保元年（1716年）8月25日、69歳没。名古屋小川町法華寺に葬られる。法名は、信綆院汲清日玄。
代表句「こがらしに二日の月のふきちるか」から「凩の荷兮」と賞された。

## 俳風
『曠野後集』の自序に「たゞいにしへをこそこひしたはるれ」と語るように、古典に憧れた素朴な古風を喜び、茶人的な趣味な世界に遊ぶ句風を特徴とする。この古風を賞揚する姿勢が、常に新調を求める芭蕉とのすれ違いを生み、後の反目に繋がった。「古風を守って、新風を擢くでもなく、古風を捨てゝ、新風に徹するでもなく、依違逡巡の態度」とも評される。